# Jean Troillet

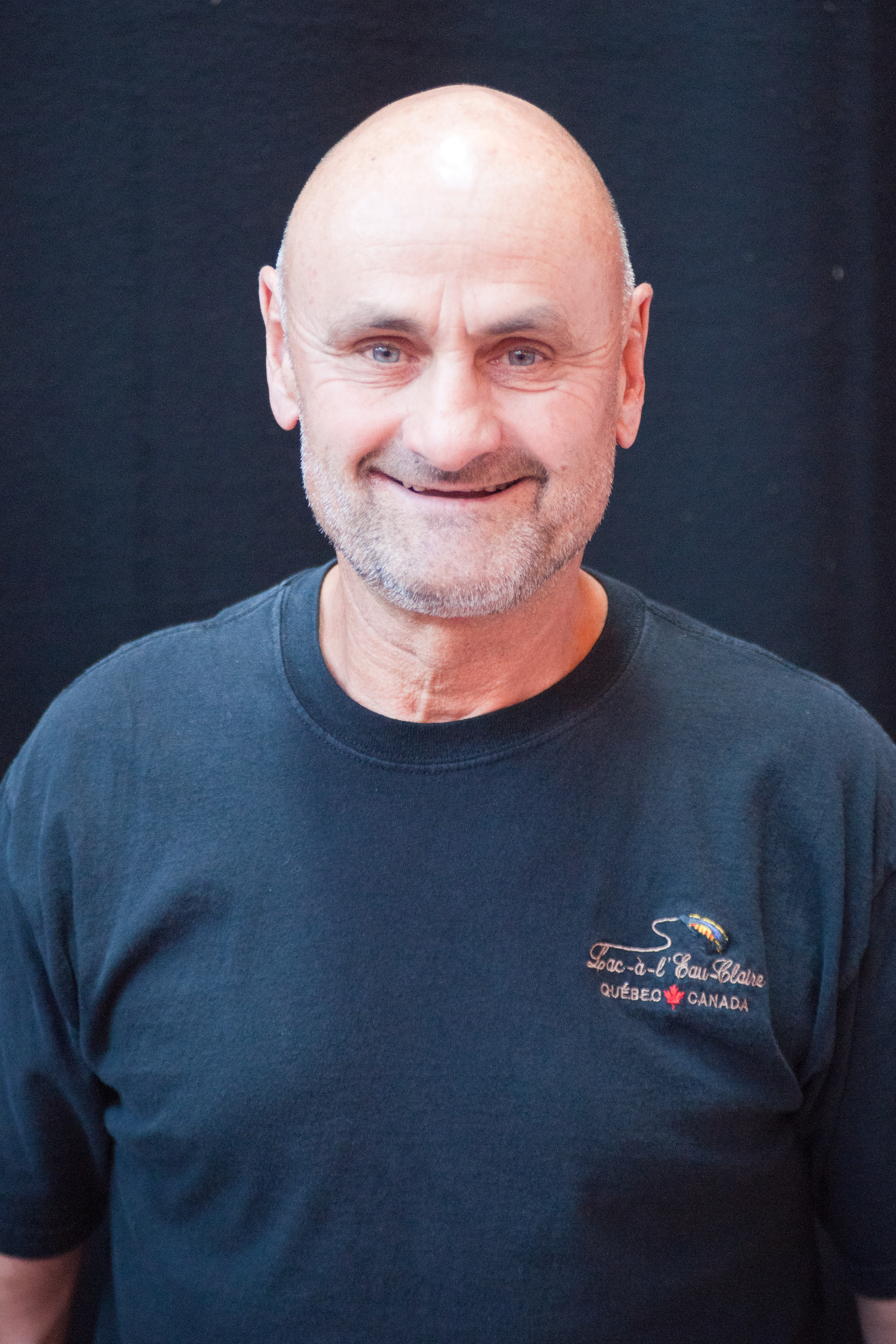
Jean Troillet

Jean Troillet (* 10. März 1948 in Orsières) ist ein Schweizer Bergsteiger und Bergführer. Er besitzt außerdem die kanadische Staatsbürgerschaft. Troillet lebt in La Fouly im Wallis.

## Leben
1969 erwarb er die Anerkennung als Bergführer.
Er bestieg zehn der 14 Achttausender, fast alle im Alpinstil und ohne zusätzlichen Sauerstoff. 1986 durchstieg er zusammen Erhard Loretan das Hornbein-Couloir am Mount Everest und gelangte auf den Gipfel. 1997 war er der Erste, der die Nordseite des Mount Everest mit dem Snowboard abfuhr.
Weitere von Troillet bezwungene Achttausender sind K2, Dhaulagiri, Cho Oyu, Shishapangma, Makalu, Lhotse, Kangchendzönga, Hidden Peak und Gasherbrum II.
Im Jahr 2009 beging er eine neue Route am Matterhorn.